# Tomaž Erzar
Tomaž Erzar, slovenski teolog, filozof in psihoanalitik ter pedagog, * 1963, Ljubljana.
Predava na Teološki fakulteti v Ljubljani.

## Nazivi
- docent (1996)
- predavatelj (1987)